# Snaresbrook (stanice metra v Londýně)
Snaresbrook je stanice londýnského metra, otevřená 22. srpna 1856. Autobusové spojení zajišťuje linka W14. Stanice se nachází v přepravní zóně 4 a leží na lince:
- Central Line mezi stanicemi Leytonstone a South Woodford.

| Rok  | Počet cestujících |
| ---- | ----------------- |
| 2011 | 2,60 mil          |
| 2012 | 2,54 mil          |
| 2013 | 2,59 mil          |
| 2014 | 2,78 mil          |